# Fidji aux Jeux olympiques d'été de 1956
Les Fidji participent pour la première fois aux Jeux olympiques d'été de 1956 à Melbourne. Le Comité national olympique des Fidji a été créé en 1949 en tant que comité d'une colonie britannique et a été reconnu par le Comité international olympique en 1955.
Leur délégation est composée de 4 athlètes répartis dans 3 sports et leur porte-drapeau est le discobole Mesulame Rakuro. Au terme des Olympiades, la nation n'est pas à proprement classée puisqu'elle ne remporte aucune médaille.

## Liste des médaillés fidjiens
Aucun athlète fidjien ne remporte de médaille durant ces JO.

## Engagés fidjiens par sport

### Boxe
- Thomas Schuster
Poids super-légers (-63,5 kg) : 17e place, battu aux points par l'allemand Willi Roth au premier tour
- Hector Hatch
Poids welters (-67 kg) : 9e place , battu aux points au premier tour par le roumain Nicolae Linca, médailler d'or

### Athlétisme
- Mesulame Rakuro
Disque Homme: 15e place avec un jet à 47,24 m le plaçant en avant-dernier.

### Voile
- Nesbit Bentley
Finn : 20e place (dernière place)